# Noah Sebastian
Noah Sebastian (nascido em Richmond em 31 de outubro de 1995) é um cantor e compositor estadunidense, conhecido por ser vocalista da banda de rock Bad Omens. Também é o principal compositor e produtor do grupo ao lado do guitarrista Joakim Karlsson.

## Carreira
Aos 12 anos, Noah Sebastian entrou em uma banda cover de Enter Shikari. Inspirado pelas bandas The Plot in You e Beartooth, aos 16 anos começou a aprender a produzir e cômpor música. Em 2013, deixou a banda que tocava como guitarrista em Washington, D.C. e formou a Man Vs. Self, mais tarde renomeada para Bad Omens. Após ouvir uma fita demo, a Sumerian Records ofereceu um contrato ao grupo e Sebastian recrutou uma formação completa para a banda. Depois do lançamento dos singles "Glass Houses" e "Exit Wounds", o grupo fez sua primeira turnê em 2016. O single seguinte, "The Worst of Me", alcançou um milhão de streams pouco depois do lançamento.
Em junho de 2023, o cantor participou do podcast Artist Friendly junto com Joel Madden. Em outubro, Bad Omens teve de cancelar alguns shows devido à problemas de saúde de Sebastian. Em uma turnê conjunta do Bad Omens com o Bring Me the Horizon em 2024, ele se juntou ao palco durante o show deles para cantar "Antivist" com Oliver Sykes. Em janeiro de 2024, Bad Omens lançou o single "V.A.N" em colaboração com a cantora Poppy, que teve os vocais performados apenas por ela. Em 23 de maio de 2024, Noah relatou estar em burnout extremo e o Bad Omens cancelou seus shows da turnê na Europa para priorizar sua saúde mental.

## Estilo musical e composição
Sebastian escreveu o maior sucesso do Bad Omens "Just Pretend", que viralizou no TikTok e foi certificado ouro pela RIAA, e dirigiu seu videoclipe. Ele contou que a música foi originalmente escrita de forma satírica para se encaixar na fórmula de uma música que faria sucesso — que foi o que aconteceu. No entanto, os vocais o agradaram, e o Bad Omens ajustou a música para combinar com a banda.
Em entrevista à revista Kerrang!, ele afirmou que produz as músicas baseado no que gosta, e não no que faz sucesso e que busca criar músicas diferentes de outras bandas. Para a NME, o cantor autodidata contou que se esforçou para melhorar suas habilidades vocais durante a pandemia de COVID-19, e por conta disso The Death of Peace of Mind foi produzido em volta dos vocais.
O álbum auto intitulado do Bad Omens foi amplamente comparado com Sempiternal, do Bring Me the Horizon, e Sebastian contou que de fato a banda foi uma de suas maiores inspirações.

## Vida pessoal
Sebastian cresceu em Richmond, Virgínia, Estados Unidos com sua família consistindo em sua mãe e seus avós. Aos 15 anos, ele parou de frequentar a escola e saiu de casa, indo morar com amigos.
Ele contou à Crunchyroll que costuma assistir animes; quando criança, conheceu Naruto e se tornou fã da série. Também mencionou Elfen Lied como um dos que mais gosta. Ao ser questionado sobre como isso influenciou sua música, ele contou que em uma colaboração com o artista de EDM Kayzo ele usou uma frase de Naruto.

## Discografia
- Bad Omens (2016)
- Finding God Before God Finds Me (2019)
- The Death of Peace of Mind (2022)
- Concrete Jungle (The OST) (2024)

### Colaborações
| Ano  | Canção                                           | Álbum                                             | Artista                 | Ref    |
| ---- | ------------------------------------------------ | ------------------------------------------------- | ----------------------- | ------ |
| 2019 | "Falling" (Noah Sebastian e DJ Starscream)       | Mood Swings                                       | Lucifena                | [ 18 ] |
| 2019 | "Nutcase" (com Noah Sebastian)                   | Single                                            | PSYRUS                  | [ 19 ] |
| 2020 | "Suffocate" (com Noah Sebastian)                 | Single                                            | Kayzo                   | [ 20 ] |
| 2022 | "The Dark" (com Noah Sebastian)                  | Out of Light                                      | Scary Kids Scaring Kids | [ 21 ] |
| 2022 | "Hell Finds You Everywhere" (com Noah Sebastian) | Hell Finds You Everywhere                         | Thousand Below          | [ 22 ] |
| 2023 | "One of Us" (com Noah Sebastian)                 | Hard Reset                                        | The Word Alive          | [ 23 ] |
| 2024 | "Novocaine" (com Noah Sebastian)                 | For Keeps                                         | Too Close to Touch      | [ 24 ] |
| 2025 | "Dust in the Wind" (com Noah Sebastian)          | Queen of the Ring (Music From The Motion Picture) | Corey Taylor            | [ 25 ] |